# Gerard Clauson
Sir Gerard Leslie Makins Clauson (* 28. April 1891; † 1. Mai 1973) war ein britischer Orientalist (besonders türkische und mongolische Sprachen) und Diplomat.
Clauson besuchte das Eton College und publizierte schon als Schüler einen Aufsatz zur Pali-Sprache (1906). Sein Vater John Eugene Clauson (1866–1918) war Hochkommissar für Zypern und Clauson lernte deshalb Türkisch im Selbststudium. Er studierte Altphilologie am Corpus Christi College in Oxford und außerdem Sanskrit, Syrisch und Arabisch, wofür er jeweils Universitätspreise erhielt. Im Ersten Weltkrieg nahm er als Infanterieoffizier an der Schlacht von Gallipoli teil und war im militärischen Geheimdienst (stationiert im Irak und Ägypten) an der Entschlüsselung militärischer Codes der Türken und der Achsenmächte beteiligt. In den 1920er Jahren war er an der Auswertung der Funde der Expeditionen zur Seidenstraße von Aurel Stein und anderen beteiligt, etwa in der Übersetzung buddhistischer Texte in tibetischer Schrift. Er schrieb ein unveröffentlichtes umfangreiches Wörterbuch der Hsi-Hsia-Sprache (Tangut), dessen Manuskript in der School of Oriental and African Studies in London ist, und veröffentlichte ein Wörterbuch der frühen türkischen Sprache.
Ab 1919 war er im diplomatischen Dienst und war 1940 bis zum Ruhestand 1951 Assistant Under-Secretary of State im Colonial Office. Seine Studien konnte er in dieser Zeit nur in seiner Freizeit betreiben. 1932 spielte er eine führende Rolle in der Imperial Economic Conference in Ottawa. 1947 leitete er eine internationale Weizenkonferenz und 1951 eine Gummi-Konferenz. Anschließend ging er in die Privatwirtschaft und widmete sich wissenschaftlicher Arbeit. 1960 bis 1969 war er Chairman von Pirelli in Großbritannien.
Er galt als führender britischer Turkologe neben E. Denison Ross und hatte enge Kontakte zu Forschern in Ungarn, Finnland, Polen und Russland. Er war Präsident der Royal Asiatic Society und erhielt 1973 deren Goldmedaille. 1969 erhielt er den Indiana University Prize und war in der Permanent International Altaistic Conference aktiv.
Für seine Arbeit im Ersten Weltkrieg erhielt er den OBE und das Croix de Guerre mit Palmen.

## Schriften
- Studies in Turkic and Mongolic Linguistics, Royal Asiatic Society of Great Britain and Ireland. 1962, Reprint: Routledge 2002
- The future of Tangut (Hsi Hsia) Studies,  Asia Major (New Series), Band 11, 1964, S. 54–77.
- An Etymological Dictionary of pre-thirteenth-century Turkish, Oxford: Clarendon Press 1972